# Чаншу
Чаншу (кит.: 常熟; піньїнь: Chángshú; Вейд-Джайлз: Ch'ang-shu'; літ.: 'evergrow')  — місто окружного рівня під юрисдикцією Сучжоу, провінція Цзянсу, і є частиною дельти річки Янцзи. Межує з містом префектури Наньтун на північному сході через річку Янцзи. Через м’який клімат і рельєф місцевості воно має високий рівень сільськогосподарської цивілізації з давніх часів і отримало назву на честь цього, оскільки перша буква його назви (常) означає «завжди, часто», тоді як друга (熟) означає «стиглий». Назва суміжного окружного міста Тайцанг означає «велика житниця».

## Історія
Чаншу вперше став незалежним округом у 540 році нашої ери, але в 581 році був підпорядкований Сучжоу. У 1295 році він став місцем повної префектури, був перебудований і укріплений у 14 столітті, але в 1370 році знову зменшений до рівня графства. У 15-16 століттях Чаншу кілька разів піддавався нападам японських піратів.

## Економіка
Основні галузі промисловості міста включають текстильну, паперову, хімічну, машинобудівну, сталеливарну та продукцію лісового господарства. У місті працює понад 4000 текстильних і швейних компаній із сумарним річним обсягом продажів 50 мільярдів юанів. Паперова промисловість залучила більше 15 мільярдів доларів США ПІІ. До кінця 2007 року ця галузь перевищила 2,4 млн тонн продукції.

## Клімат
| Клімат Чаншу (1981−2010) | Клімат Чаншу (1981−2010) | Клімат Чаншу (1981−2010) | Клімат Чаншу (1981−2010) | Клімат Чаншу (1981−2010) | Клімат Чаншу (1981−2010) | Клімат Чаншу (1981−2010) | Клімат Чаншу (1981−2010) | Клімат Чаншу (1981−2010) | Клімат Чаншу (1981−2010) | Клімат Чаншу (1981−2010) | Клімат Чаншу (1981−2010) | Клімат Чаншу (1981−2010) | Клімат Чаншу (1981−2010) |
| Показник                 | Січ.                     | Лют.                     | Бер.                     | Квіт.                    | Трав.                    | Черв.                    | Лип.                     | Серп.                    | Вер.                     | Жовт.                    | Лист.                    | Груд.                    |                          |
| Абсолютний максимум, °C  | 21,5                     | 26,2                     | 28,3                     | 33,1                     | 35,6                     | 37,3                     | 39,1                     | 38,9                     | 36,5                     | 32,6                     | 27,2                     | 22,0                     |                          |
| Середній максимум, °C    | 7,6                      | 9,4                      | 13,6                     | 19,6                     | 25,3                     | 28,3                     | 32,0                     | 31,6                     | 27,7                     | 22,8                     | 16,7                     | 10,4                     |                          |
| Середня температура, °C  | 3,6                      | 5,4                      | 9,2                      | 14,9                     | 20,4                     | 24,3                     | 28,2                     | 27,8                     | 23,8                     | 18,5                     | 12,4                     | 6,1                      |                          |
| Середній мінімум, °C     | 0,7                      | 2,3                      | 5,8                      | 11,1                     | 16,5                     | 21,0                     | 25,2                     | 24,9                     | 20,7                     | 14,9                     | 8,8                      | 2,8                      |                          |
| Абсолютний мінімум, °C   | −8,6                     | −7,1                     | −3,7                     | 0,6                      | 8,6                      | 13,3                     | 18,8                     | 17,4                     | 12,1                     | 3,8                      | −2,1                     | −9,1                     |                          |
| Норма опадів, мм         | 59.1                     | 56.5                     | 88.8                     | 77.0                     | 87.7                     | 187.2                    | 188.4                    | 146.1                    | 94.7                     | 59.2                     | 55.5                     | 35.3                     |                          |
| Вологість повітря, %     | 75                       | 76                       | 75                       | 75                       | 75                       | 80                       | 81                       | 82                       | 80                       | 76                       | 75                       | 73                       |                          |
| ------------------------ | ------------------------ | ------------------------ | ------------------------ | ------------------------ | ------------------------ | ------------------------ | ------------------------ | ------------------------ | ------------------------ | ------------------------ | ------------------------ | ------------------------ | ------------------------ |

## Інфраструктура
Китайське національне шосе 204 Яньтай - Наньтун - Чаншу - Шанхай, швидкісна автострада Суцзяхан і Сучжоу - Цзясін - Ханчжоу проходять через Чаншу. У Чанша є одна переправа через річку Янцзи, Сутонг Янцзи, один із найдовших вантових мостів у світі.

## Навчальні приміщення
- Технологічний інститут Чаншу (常熟理工学院)
- UWC Чаншу Китай (常熟世界联合书院)

## Видатні особи
- Хуан Гунван (1269–1354), один із чотирьох магістрів династії Юань
- Шіву (1272–1352), чаньський поет і відлюдник, який жив за часів династії Юань
- Ван Хуей (1632–1717), один із «Чотирьох ван», який представляв ортодоксальну школу живопису часів династій Мін і ранньої Цін
- У Лі (1632–1718), один із ортодоксальної школи «письменного живопису» (венренхуа) на початку династії Цін
- Цзян Тінсі (1669–1732), офіційний художник і великий секретар імператорського двору
- Вен Тунхе (1830–1904), конфуціанський вчений та імперський наставник двох імператорів часів династії Цін
- Ван Ганчан (1907–1998), вчений-ядерник
- Чжан Гуандоу (1911–2013), гідролог